# 1830年革命
1830年革命是指1830年代初期歐洲革命力量與貴族間的對抗。實際發生時間為1830年－1832年。該活動源自1830年7月26日，法國國王查理十世頒布一連串壓制自由主義與民族主義的法律。此擴充貴族勢力並限制公民權利的法案，導致街頭罷工與武力革命。響應者則有波蘭、比利時、義大利、德意志、希臘等地區。此革命活動成功者有法國、比利時與希臘。其中，法國廢除了君主專制，成功成立一個君主立憲制的政府，比利時與希臘獨立。不過波蘭、德意志和義大利則均被俄羅斯帝國和奧地利帝國的君主專制政府鎮壓。其中，波蘭更被俄國沙皇政權併吞。

## 德意志邦聯革命

### 經過
由於法國七月革命的成功，激發起各國的自由主義及民族主義運動，當七月革命的消息傳至德意志後，激進的學生和新聞從業員變得十分積極。這班主要來自知識分子階層的革命者向德意志的保守政府挑戰，要求立憲，甚至統一。但面對當日由奧地利帝國首相梅特涅主導的奧地利政府及各邦國的強大保守勢力，這些為數甚少革命分子是缺乏堅實的政治力量去挑戰保守勢力爭取立憲的；至於統一，德意志邦聯中兩個最強大的邦國—奧地利和普魯士皆對德意志的統一運動不感興趣，因此革命的目標其實甚難達成。
在1834年，梅特涅說服德意志各邦遵守他在1819年提出，在德意志邦聯議會中通過的卡爾司巴德敕令，主張對大學學術自由及出版言論自由加強控制，各德意志邦國的革命便逐漸被平息，只有少數邦國如薩克森、巴伐利亞等的自由主義者取得輕微成就。

### 影響
雖然革命對德意志統一運動影響甚少而且進展緩慢，卻的確喚醒了德意志人民的民族意識，他們雖在政治上失敗但卻在社會建設上推動德意志地區統一，譬如在經濟發展上，在1835年通車的紐倫堡至富爾特鐵路所帶起的邦聯內鐵路網的急速發展，促進德意志地區的人流及物流，打破了邦國之間邊界的限制，更有在1834年由普魯士提倡的德意志關稅同盟。兩者均加快了德意志地區經濟融合的步伐，為政治統一奠定基石，更促進了各邦國中產階級力量的成長，間接推動日後的統一運動。

## 義大利諸邦革命

### 背景
同樣地，義大利的革命運動都是由法國七月革命所鼓動的，義大利革命運動的領袖大多為在社會上佔少數的知識分子，比如馬志尼發起的青年義大利運動。他透過出版文章向知識分子宣傳革命，可是這班知識分子忽視了佔人口絕大多數義大利人都是不識字的農民，而且他們的傳統觀念是關心自己的生活，服從於天主教會的領導，他們對統一的義大利根本就沒有概念，故此這些文宣戰收效其實很有限，革命的力量是欠缺廣大民眾支持的。而且這些統一力量甚為分散，當日支持統一的民族主義者分別支持三個不同的領導力量，即皮德蒙君主查理艾伯特代表的君主立憲派、馬志尼的共和主義者及支持教皇庇護九世的教權分子。他們除了對統一領導的構想並不一致，對統一的架構也大有分岐。地方主義的意識主導著他們，比如立憲派僅欲統一北義大利，教權分子僅欲組織鬆散邦聯，只有共和派支持統一整個義大利。

### 經過
摩德那的自由主義者計劃以摩德納的法蘭西斯公爵為首，在義大利中部創立一個立憲王國。他們錯誤地期望路易·菲利浦會因為支持比利時獨立，而反對奧地利在義大利的任何干預，並對義大利的民主及統一運動加以同情及援助，使義大利中部得以在法、奧衝突之中成功獨立。在1831年2月，摩德那爆發叛變，卻得不到法蘭西斯公爵支持，他更逮捕了革命的領導。帕爾馬亦出現動亂，但同樣地在欠缺支持響應及缺乏組織下失敗。

## 波蘭革命

### 背景
原本在1815年的維也納會議是承認波蘭為一個受俄國統治的獨立王國，沙皇亞歷山大一世亦賦與波蘭一部獨立的憲法，使他們有自己的政府、民選的國會、軍隊和法庭；更保障生活的自由和新聞自由。在教育方面，1816年，華沙大學成立，也成為了波蘭學術自由的基地。但在1818年以後，俄國統治波蘭政策出現轉變，亞歷山大一世的政策越發保守反動，並開始違反憲法上的條款。其繼任人尼古拉一世更崇尚絕對君權，是一個專制主義者。他準備消滅波蘭所有的自由黨派，引起波蘭人民不滿。

### 經過
受到法國七月革命和比利時獨立所影響，引發了波蘭人的革命。尼古拉一世原想以波蘭軍隊鎮壓法國及比利時的革命，可是這批軍隊卻於1830年11月叛變，他們佔據了首都华沙，並得到了貴族和學生的支持，成立了臨時政府。他們更因英法兩國對革命的同情而深受鼓舞。然而，波蘭的革命者卻沒有得到英法任何實質援助。最後，普魯士為俄國提供大量援助以鎮壓革命，革命因而在一年之內得到平息，華沙於1831年9月被俄國重新控制。其後沙皇尼古拉一世廢除了憲法，扼殺波蘭人的各種自由，放逐了大批的革命領袖，更將波蘭變成俄羅斯帝國的一部份。